# Коефіцієнт теплового розширення
Температу́рний коефіціє́нт об'є́много розши́рення ({\displaystyle \alpha _{V}} або {\displaystyle \alpha }) — характеристика речовини, яка визначає відносну зміну об'єму при зміні температури на 1 градус. 
Вимірюється в обернених градусах Кельвіна K-1.
Температурний коефіцієнт об'ємного розширення визначається, як 
{\displaystyle \alpha ={\frac {1}{V}}\left({\frac {\partial V}{\partial T}}\right)}
Для ідеального газу
{\displaystyle \alpha ={\frac {1}{T}}}.
Це значення задає порядок величини теплового розширення для будь-яких тіл. При кімнатній температурі температурний коефіцієнт об'ємного розширення ідеального газу дорівнює приблизно 3{\displaystyle \cdot }10-3 K-1. 
Температурний коефіцієнт об'ємного розширення для більшості речовин додатній, хоча існують певні речовини, які стискаються при підвищенні температури в певному інтервалі температур. Серед них найважливіша — вода. Вода має від'ємний температурний коефіцієнт об'ємного розширення в інтервалі від нуля до 4 °C. Цій обставині, а також тому, що лід легший за воду, ми завдячуємо тим, що лід на воді утворюється на поверхні води, а не в глибині. 
Використовується також температурний коефіцієнт лінійного розширення ({\displaystyle \alpha _{l}}), який визначається як відносна зміна лінійного розміру тіла при підвищенні температури на 1 градус. 